# Episodi di The 100 (terza stagione)
La terza stagione della serie televisiva The 100, composta da sedici episodi, è stata trasmessa in prima visione assoluta negli Stati Uniti da The CW dal 21 gennaio 2016.
In Italia è stata trasmessa dal 18 settembre 2016 al 6 novembre 2016 su Premium Action. In chiaro è stata trasmessa tutti i giorni dal 9 al 24 settembre 2018 in seconda serata sul 20.
La stagione è stata pubblicata su Netflix il 1º novembre 2017.
Gli antagonisti principali della stagione sono il capitano della Stazione Agricola Charles Pike e l'intelligenza artificiale A.L.I.E. insieme a tutte le persone da lei infettate.
| n° | Titolo originale               | Titolo italiano                    | Prima TV USA     | Prima TV Italia   |
| -- | ------------------------------ | ---------------------------------- | ---------------- | ----------------- |
| 1  | Wanheda: Part One              | Wanheda - I parte                  | 21 gennaio 2016  | 18 settembre 2016 |
| 2  | Wanheda: Part Two              | Wanheda - II parte                 | 28 gennaio 2016  | 18 settembre 2016 |
| 3  | Ye Who Enter Here              | O voi che qui entrate              | 4 febbraio 2016  | 25 settembre 2016 |
| 4  | Watch the Thrones              | Diritto al trono                   | 11 febbraio 2016 | 25 settembre 2016 |
| 5  | Hakeldama                      | Hakeldama                          | 18 febbraio 2016 | 2 ottobre 2016    |
| 6  | Bitter Harvest                 | Raccolto amaro                     | 25 febbraio 2016 | 2 ottobre 2016    |
| 7  | Thirteen                       | Tredici                            | 3 marzo 2016     | 9 ottobre 2016    |
| 8  | Terms and Conditions           | Termini e condizioni               | 10 marzo 2016    | 9 ottobre 2016    |
| 9  | Stealing Fire                  | Rubare il fuoco                    | 31 marzo 2016    | 16 ottobre 2016   |
| 10 | Fallen                         | La caduta                          | 7 aprile 2016    | 16 ottobre 2016   |
| 11 | Nevermore                      | Mai più                            | 14 aprile 2016   | 23 ottobre 2016   |
| 12 | Demons                         | Demoni                             | 21 aprile 2016   | 23 ottobre 2016   |
| 13 | Join or Die                    | Unisciti o muori                   | 28 aprile 2016   | 30 ottobre 2016   |
| 14 | Red Sky at Morning             | Cielo rosso al mattino             | 5 maggio 2016    | 30 ottobre 2016   |
| 15 | Perverse Instantiation, Part 1 | Esemplificazione Perversa, Parte 1 | 12 maggio 2016   | 6 novembre 2016   |
| 16 | Perverse Instantiation, Part 2 | Esemplificazione Perversa, Parte 2 | 19 maggio 2016   | 6 novembre 2016   |

## Wanheda - I parte
- Titolo originale: Wanheda: Part One
- Scritto da: Jason Rothenberg
- Diretto da: Dean White

### Trama
Tre mesi dopo l'attacco a Mount Wheather, Clarke vive da sola nei boschi. Ad un emporio dei Terrestri incappa in dei cacciatori di taglie che la stanno cercando, ma la proprietaria dell'emporio, Niylah, riesce a mandarli via anche se è a conoscenza della taglia indetta su Clarke, scegliendo di proteggerla per via della gratitudine che prova nei suoi confronti da quando ha sconfitto gli Uomini della Montagna, offrendole anche un rifugio. Le due passano la notte insieme, ma quando Clarke, nel cuore della notte, si sveglia ed esce dall'emporio,  viene rapita da uno dei due uomini. A Camp Jaha, rinominato Arkadia, Lincoln cerca di adattarsi alla nuova vita con il Popolo del Cielo. Bellamy, insieme ad altri, va in perlustrazione e incontra degli esploratori della Nazione del Ghiaccio. Jasper viene ferito e una parte del gruppo ritorna ad Arkadia, mentre gli altri si incontrano con Indra, che rivela loro che c'è una taglia sulla testa di Clarke, che viene considerata Wanheda, Comandante della Morte. Il gruppo si mette sulle tracce di Clarke ma cade in una trappola. Nel frattempo, Murphy esce dal bunker in cui era rinchiuso e si reca nella villa in cui incontra Jaha e A.L.I.E. Murphy si rifiuta di prendere parte alla missione di Jaha, ma decide di lasciare l'isola insieme a lui quando scopre che Emori fa parte dell'equipaggio della nave.
- Guest star: Shawn Mendes (Macallan), Adina Porter (Indra), Zach McGowan (Roan), Jessica Harmon (Niylah), Luisa d'Oliveira (Emori), Erica Cerra (Becca), Jarod Joseph (Nathan Miller), Leah Gibson (Gina Martin), Sachin Sahel (Eric Jackson), Chelsey Reist (Harper McIntyre), Katie Stuart (Zoe Monroe).
- Altri interpreti: Chris Shields (David Miller), John DeSantis (Gideon), Graham MacDonald (Bill), Dino Dinicolo (Zeke), James Neate (Chris).
- Ascolti USA: telespettatori 1.800.000[4]

## Wanheda - II parte
- Titolo originale: Wanheda: Part Two
- Diretto da: Mairzee Almas
- Scritto da: Aaron Ginsburg e Wade McIntyre

### Trama
Gli assalitori del gruppo di Kane si rivelano essere dei membri della Stazione Agricola dell'arca che sono atterrati lontano dagli altri. I continui conflitti con la Nazione del Ghiaccio hanno ridotto il loro numero ad appena 63 sopravvissuti, e accettano volentieri di andare ad Arkadia insieme a Kane. Una parte del gruppo continua a cercare Clarke, ma sono costretti a nascondersi quando incappano nell'esercito della Nazione del Ghiaccio. Tuttavia Bellamy decide di proseguire da solo e riesce a trovare Clarke prima di venire ferito dal cacciatore di taglie. Frattanto, mentre Otan passeggia con Jaha, Emori e Murphy uccidono Gideon e rubano lo zaino di Jaha. Vengono tuttavia raggiunti da Jaha e Otan, che sembra aver subito un lavaggio del cervello, e decidono di fuggire in barca. Jaha e Otan recuperano lo zaino e si ritrovano nella Città della Luce, dove incontrano Gideon e A.L.I.E., che rivela loro che nessuno può morire nella Città della Luce. Nel frattempo il cacciatore di taglie, ossia il principe Roan della Nazione del Ghiaccio, conduce Clarke da Lexa. L'incontro tra le due è molto animato: Clarke non vuole avere nulla a che fare con il Comandante e arriva al punto di sputarle in faccia, nonostante Lexa le spieghi come sia stato necessario farla rapire da Roan, affinché non finisse nelle mani della Regina della Nazione del Ghiaccio, intenzionata ad ucciderla.
- Guest star: Alycia Debnan-Carey (Lexa), Adina Porter (Indra), Zach McGowan (Roan), Luisa d'Oliveira (Emori), Erica Cerra (A.L.I.E.), Jessica Harmon (Niylah), Sachin Sahel (Eric Jackson), Michael Beach (Charles Pike), Donna Yamamoto (Hannah Green), Ty Olsson (Nyko), Neil Sandilands (Titus).
- Altri interpreti: Mik Byskov (Otan), John DeSantis (Gideon), Patrick Roccas (Azgeda Scout).
- Ascolti USA: telespettatori 1.630.000[5]

## O voi che qui entrate
- Titolo originale: Ye Who Enter Here
- Scritto da: Kim Shumway
- Diretto da: Antonio Negret

### Trama
Lexa chiede a Clarke di inginocchiarsi a lei per mostrare alla coalizione che persino Wanheda si inchina dinanzi a lei, e in cambio gli Skaikru si uniranno alla coalizione come tredicesimo clan e saranno sotto la protezione del Comandante. Clarke rifiuta, memore del comportamento tenuto da Lexa durante l'attacco a Mount Weather. Lexa entra nella sala del trono per ricevere gli ambasciatori e uno di loro, l'ambasciatore della Nazione del Ghiaccio, si rifiuta di inchinarsi perché loro non fanno patti con i nemici e sfida Lexa chiedendo per quale motivo Wanheda sia ancora viva. Lexa uccide l'ambasciatore della Nazione del Ghiaccio, mostrando così la sua forza agli altri ambasciatori.
A Polis arrivano anche Abby, Kane e altri a bordo di un furgone. Due uomini vengono lasciati di guardia alle armi e alle trasmittenti, mentre gli altri entrano disarmati nella città, convinti di essere sotto la protezione del Comandante.
Roan fa una proposta a Clarke: lei dovrà uccidere il Comandante con una lama che il principe ha provveduto a nascondere, dopodiché potranno fuggire e troveranno un alleato nella Nazione del Ghiaccio.
Bellamy, nel frattempo, viene raggiunto da Echo, la ragazza che aveva salvato mentre era rinchiusa nelle gabbie della base e usata per i prelievi di sangue. Echo dice a Bellamy di avere delle notizie molto importanti: sa che un sicario vuole far fallire i negoziati e uccidere tutti gli uomini del cielo. Bellamy, Octavia, Echo e Pike raggiungono il furgone lasciato da Kane e gli altri e lì trovano i corpi delle due guardie, ormai senza vita.
A Polis, la cerimonia è iniziata. Lexa prende posto sul trono e Clarke si inginocchia davanti a lei e così fanno tutti i presenti, con Kane che viene marchiato a fuoco con il simbolo della coalizione del Comandante a dimostrazione che loro ora ne fanno parte come tredicesimo clan. Bellamy, Octavia e Pike irrompono nella sala e spiegano che sono lì perché hanno saputo di un complotto, ma Echo non si vede. Si scopre che la ragazza ha mentito: il sicario è stato inviato a colpire Mount Weather, dove si trovano molti ex abitanti dell'arca. L'assassino conosce il codice di autodistruzione della base e avvia il conto alla rovescia, Sinclair e Raven cercano di fermarlo, ma non riescono e la base salta in aria. Raven comunica la notizia via radio a Bellamy e agli altri, radunati nella sala del trono a Polis. Lexa fa rinchiudere gli ambasciatori della Nazione del Ghiaccio e anche Roan, il principe.
Echo ha intanto raggiunto la regina della Nazione del Ghiaccio e si viene a scoprire che è stato il tenente Emerson a divulgare i codici per l'autodistruzione.
- Guest star: Alycia Debnam-Carey (Lexa), Michael Beach (Pike), Zach McGowan (Roan), Brenda Strong (Nia), Alessandro Juliani (Jacapo Sinclair), Adina Porter (Indra), Leah Gibson (Gina Martin), Neil Sandilands (Titus), Tasya Teles (Echo), Toby Levins (Carl Emerson).
- Altri interpreti: Cory Gruter-Andrew (Aden), Noah Danby (Ivon), Link Banker (Ambasciatore della nazione del ghiaccio), Julia Dominczak (Cantante), Jojo Ahenkorak (Costa), Lee Tichon (Guardia di Pike).
- Ascolti USA: 1.57 milioni[6]

## Diritto al trono
- Titolo originale: Watch the Thrones
- Diretto da: Ed Fraiman
- Scritto da: Dorothy Fortenberry

### Trama
Nia, la regina della Nazione del ghiaccio, arriva a Polis e sfida Lexa a un duello per il diritto al trono. La regina sceglie come suo campione Roan, suo figlio. Lexa decide che combatterà lei stessa nel duello, nonostante gli avvertimenti di Clarke che conosce bene lo stile di combattimento del principe e si preoccupa per l'incolumità del Comandante e del suo stesso popolo.
Ad Arkadia, Jasper scappa dall'accampamento, ma viene scoperto da Monty che cerca di far ragionare l'amico, ma senza successo. Monty decide quindi di andare con lui, ma il rapporto tra i due è ormai logoro e scoppia una lite in cui i due si scambiano reciproche accuse. Jasper, che si era portato dietro le ceneri di Finn, fa cadere il barattolo per terra.
Nel duello, Lexa ha la meglio arrivando a mettere Roan al tappeto, ma invece di ucciderlo decide di scagliare una lancia contro la regina Nia, madre di Roan, uccidendola. Lexa proclama così Roan nuovo re della Nazione del Ghiaccio. Nel frattempo, ad Arkadia, Bellamy, Pike e altri uomini decidono di avventarsi contro l'esercito di 300 soldati terrestri, inviato da Lexa per proteggere Arkadia da attacchi da parte della Nazione del Ghiaccio.
Pike viene eletto cancelliere.
- Guest star: Alycia Debnam-Carey (Lexa), Michael Beach (Pike), Zach McGowan (Roan), Brenda Strong (Nia), Jarod Joseph (Nathan Miller), Neil Sandilands (Titus), Donna Yamamoto (Hannah Green), Chelsey Reist (Harper McIntyre), Katie Stuart (Zoe Monroe), Ty Olsson (Nyko), Jonathan Whitesell (Bryan), Rhiannon Fish (Ontari).
- Altri interpreti: Cory Gruter-Andrew (Aden), Christian Sloan (Uzac), Bill Coyne (Ambasciatore), Shaine Jones (Shawn Gillmer), Matthew Mandzij (Guardia).
- Ascolti USA: 1.32 milioni[7]

## Hakeldama
- Titolo originale: Hakeldama
- Diretto da: Tim Scanlan
- Scritto da: Charlie Craig

### Trama
Lexa e Clarke stanno cavalcando verso Arkadia, ma a un certo punto vedono una massa di cadaveri: si tratta dei corpi degli uomini dell'esercito mandato dal Comandante per proteggere l'accampamento degli Skaikru. Le due ragazze trovano Indra, l'unica superstite su 300 guerrieri, che dice di essere stata risparmiata per intercessione di Bellamy in modo che potesse consegnare un messaggio ai terrestri: gli Skaikru rivendicano quella terra come loro, i terrestri possono scegliere tra andare via e morire. Sulle prime Lexa vuole mandare il suo esercito a spazzare via l'accampamento degli uomini del cielo, ma Clarke riesce a convincerla ad aspettare, nota che Indra ha una radio e chiede di usarla per poter parlare con Kane per avere spiegazioni sullo strano comportamento tenuto dal suo popolo.
John Murphy ed Emori vagano per i boschi rapinando i viandanti, ma lui viene scoperto e catturato da dei terrestri che vogliono punirlo per aver rubato. La sua fine sembra segnata, ma a un certo punto scoprono tra le sue cose la pillola che Jaha gli aveva dato e riconoscono come "simbolo sacro" il simbolo dell'infinito lì rappresentato. Decidono quindi di portarlo con sé per saperne di più.
Nel frattempo Jaha torna al campo e, dopo essere stato accolto da Abby e Kane, spiega loro l’esistenza della Città della Luce. Dal canto loro, i due lo aggiornano sul fatto che ora il vertice sia Pike. Jaha condivide le sue scoperte con l'accampamento, sostenendo che nel luogo che ha visitato non esiste dolore né morte, e che possono conoscerlo anche loro ingerendo la pillola. Scettica più di chiunque altro è Raven, alla quale tuttavia Jaha punta per riuscire a convincere gli altri: sapendo che la sua gamba le crea disagio, le offre la pillola nella speranza che lei la ingerisca per tornare in salute.
Octavia riesce a uscire di nascosto dall'accampamento e va a incontrarsi con Clarke, Lexa e Indra. Va lei al posto di Kane perché convinta da quest'ultimo: Pike si sarebbe accorto molto più facilmente dell'assenza di Kane rispetto che a quella di Octavia. La ragazza spiega le motivazioni dell'attacco e come non sia stata colpa loro, ma del neoeletto cancelliere Pike. Successivamente, grazie all’aiuto di Octavia, Clarke riesce a incontrare Bellamy e tra i due si crea una litigata potente, che si conclude con Bellamy che ammanetta Clarke. Quest’ultima riesce a scappare e a raggiungere la madre solo grazie a Octavia. Le due ragazze fuggono dal campo.
Ad Arkadia, Raven è sempre più abbattuta per via della gamba. Abby estromette la ragazza dai lavori più pesanti per paura che la gamba possa darle ulteriori problemi, facendo così cadere Raven nella depressione e portandola ad accettare la pillola di Jaha.
- Guest star: Alycia Debnam-Carey (Lexa), Michael Beach (Pike), Adina Porter (Indra), Luisa d'Oliveira (Emori), Erica Cerra (A.L.I.E.), Jarod Joseph (Nathan Miller), Sachin Sahel (Eric Jackson), Donna Yamamoto (Hannah Green), Mik Byskov (Otan), Shaine Jones (Shawn Gillmer).
- Ascolti USA: 1.36 milioni[8]

## Raccolto amaro
- Titolo originale: Bitter Harvest
- Diretto da: Dean White
- Scritto da: Kira Snyder

### Trama
Octavia è nei boschi per spiare alcuni degli uomini di Pike, intenti a fare strani esperimenti e a raccogliere campioni. La storia prende una brutta piega quando un bambino terrestre vede i due soldati di Arkadia e fugge via. I soldati lo inseguono ed è soltanto grazie al tempestivo intervento di Octavia che il ragazzino riesce a salvarsi.
Ad Arkadia, Pike e i suoi hanno intenzione di prendere del terreno da coltivare per potersi assicurare delle scorte alimentari, ma all'interno del perimetro immaginato dal Cancelliere si trova un villaggio terrestre, come fa notare Bellamy. Pike decide di attaccare e distruggere il villaggio. Abby, Kane e gli altri poco in linea con la politica di Pike, decidono di sventare l'attacco e mandano Octavia ad avvertire i terrestri. La ragazza raggiunge l'accampamento, ma qui trova solo sfiducia nei suoi confronti, poiché i terrestri non hanno dimenticato il massacro dei loro 300 soldati mandati a proteggere l'accampamento degli uomini del cielo, ma il ragazzino salvato da Octavia parla in suo favore. Grazie alla sua intercessione, Octavia riesce a convincere i terrestri dell'imminente attacco, ma questi, anziché fuggire come avevano promesso alla ragazza, decidono di tendere una trappola agli uomini del cielo; spalmano quindi di liquido infiammabile sulle loro tende e rimangono in attesa.
Lexa chiede a Clarke cosa intenda fare dell'ultimo uomo della montagna, il tenente Emerson. La ragazza affronta un grosso dilemma morale, vuole insegnare ai terrestri a non punire la violenza con la violenza, ma per farlo dovrà dare il buon esempio graziando l'uomo che ha permesso la distruzione di Mount Weather. Con grande stupore da parte di tutti, Clarke decide di non uccidere l'uomo, ma solo di farlo esiliare dal territorio del Comandante, convinta che il vagare senza meta come ultimo uomo del suo clan sia una punizione ben peggiore della morte.
Gli Skaikru attaccano l'accampamento ed ecco che i terrestri danno fuoco alle tende, il fumo che ne scaturisce è velenoso e Octavia cerca di avvertire Bellamy e gli altri Skaikru mandati a distruggere il villaggio terrestre. Due della truppa degli uomini del cielo rimangono uccisi durante l'incursione, Octavia viene catturata e portata davanti a Lexa come traditrice.
Ad Arkadia, Jaha cerca di convincere Jasper a prendere la pillola e sembra esserci riuscito, ma il ragazzo viene bloccato da Abby che chiede cosa sia quella pillola e che effetti abbia sulle persone. Jaha, tramite A.L.I.E., spiega che si tratta di un chip che si aggancia ai nervi e impedisce di trasmettere segnali dolorosi al cervello. Abby requisisce i chip per esaminarli, ma non sa che anche Jackson ne ha ingoiato uno.
- Guest star: Alycia Debnam-Carey (Lexa), Michael Beach (Pike), Toby Levins (Carl Emerson, Katie Stuart (Zoe Monroe), Jarod Joseph (Nathan Miller), Erica Cerra (A.L.I.E.), Neil Sandilands (Titus), Sachin Sahel (Eric Jackson), Donna Yamamoto (Hannah Green), Jonathan Whitesell (Bryan), Shaine Jones (Shawn Gillmer), Zak Santiago (Semet).
- Altri interpreti: Michael Strusievici (Gavriel), Marylin Norry (Enera), Christian Sloan (Uzac).
- Ascolti USA: 1.41 milioni[9]

## Tredici
- Titolo originale: Thirteen
- Diretto da: Dean White
- Scritto da: Javier Grillo-Marxuach

### Trama
In un flashback si vede Becca, la creatrice di A.L.I.E., su una stazione orbitante alle prese con la creazione dei chip, quando ad un tratto sullo schermo compare un uomo, lo stesso che si era visto nel bunker dove si trovava John Murphy, che avverte la dottoressa che A.L.I.E. è scappata dalla gabbia di Faraday dove era rinchiusa e, dopo aver hackerato il sistema di lancio dei missili, ha lanciato delle testate nucleari cinesi verso gli Stati Uniti. Il comandante della stazione spaziale, avvertito dall'assistente di Becca, intima alla dottoressa di smettere con quegli esperimenti che causeranno soltanto la morte di altre persone e che sono un rischio per la sopravvivenza umana. Becca replica che A.L.I.E. 2, il progetto a cui sta lavorando, è molto più sensibile del precedente e "vivrà con loro". Il comandante cerca di impadronirsi dei progetti e dei prototipi, ma la dottoressa riesce con uno stratagemma a rinchiuderlo nella cabina di depressurizzazione, insieme alla sua assistente.
Nel frattempo, sulla Terra, Lexa ha deciso di non punire gli Skaikru, ma di attorniarli e impedire loro di scappar via. In questo modo è convinta che gli uomini del cielo si possano ribellare da soli al loro Cancelliere e intraprendere un nuovo percorso di pace. Clarke deve partire con Octavia per tornare ad Arkadia e riunirsi con i suoi, nel tentativo di farli ragionare, ma prima di partire lei e Lexa si baciano e fanno l'amore. Mentre Clarke si prepara a partire, viene attirata in una stanza in cui vede John Murphy legato e cerca di liberarlo, ma Titus la blocca e le spiega che, suo malgrado, dovrà ucciderla per proteggere Lexa. Titus è infatti convinto che questa scelta di "sangue non chiama sangue" porterà alla ribellione dei clan e quindi all'uccisione di Lexa; quest'ultima, allarmata dagli spari provenienti dalla pistola che Titus ha rubato a Murphy, entra nella stanza e viene colpita al ventre da un proiettile vagante.
Altro flashback in cui su Polaris, la tredicesima stazione spaziale, la dottoressa Becca si prepara a fuggire a bordo di una navetta. Il comandante e l'assistente la pregano di cambiare idea, ma lei si inietta una fiala di un liquido nero e, ignorando sia le suppliche del comandante che gli ordini delle altre stazioni spaziali, fugge via.
Per il comandante non c'è alcuna speranza, in fin di vita chiede a Titus di proteggere sempre la vita di Clarke e questi promette di farlo. Clarke piange la morte di Lexa, per la quale era ormai evidente che provasse dei sentimenti. Nel frattempo Titus si appresta a estrarre "lo spirito del Comandante", che altri non è che uno dei chip progettati da Becca e inseriti dietro la nuca.
La puntata si chiude con Becca che arriva sulla Terra indossando la divisa del comandante della nave spaziale, divisa che porta la scritta COMMANDER, ovvero "Comandante". In lontananza si vedono persone e il palazzo che poi diventerà il palazzo principale di Polis.
- Guest star: Alycia Debnam-Carey (Lexa), Erica Cerra (Becca), Neil Sandilands (Titus), Adina Porter (Indra), James Neate (Chris), Zak Santiago (Semet), Roger Cross (Cole McAdams), Yasmine Aker (Peri Gordon).
- Altri interpreti: Cory Gruter-Andrew (Aden).
- Ascolti USA: 1.39 milioni[10]

## Termini e condizioni
- Titolo originale: Terms and Conditions
- Diretto da: John Showalter
- Scritto da: Charlie Craig

### Trama
Ad Arkadia, Raven convince Jasper ad aiutarla nel recupero delle pillole messe sotto chiave da Abby, ma per farlo dovranno entrare nel sistema di sicurezza, sistema gestito da Monty. Grazie ai ricordi di Jasper, che meglio di chiunque altro conosce il ragazzo, i due riescono ad entrare nell'area riservata. Mentre sono intenti a cercare, Jasper chiede a Raven se davvero le pillole possano aiutarlo e lei gli assicura di sì; lui vaga con la mente pensando a Maya e chiede a lei se ancora si ricorda di Finn. La ragazza tentenna e cerca di ricordare, ma fatica. Le pillole iniziano ad alterare e cancellare i suoi ricordi, ma lei lo capisce e vuole impedirlo, portando con sé anche Jasper.
La frattura tra Kane e Pike è sempre più evidente, e il primo sta spiando l'altro tramite una microspia messa sotto la scrivania della sala riunioni. Due terrestri si presentano alla base chiedendo che venga consegnato loro il Cancelliere, in cambio della vita del loro leader il blocco verrà tolto e i terrestri torneranno alle loro case. Pike si rifiuta di consegnarsi e Bellamy spara ai due cavalieri che avevano portato la proposta di pace, inasprendo ulteriormente i rapporti. Nel frattempo i terrestri presenti ad Arkadia sono stati spostati all'interno della prigione, e tra questi c'è anche Lincoln. Il Cancelliere e i suoi si rendono conto che qualcuno li sta spiando e decidono di sfruttare la cosa a loro vantaggio: fingono un nuovo attacco contro i terrestri, fingendo di voler violare il blocco terrestre. Sinclair tenta di sabotare una delle auto, ma viene scoperto e imprigionato. Mentre l'ingegnere capo si trova in cella, Bellamy si presenta per parlare con lui e sapere chi altri fa parte del complotto; Lincoln finge una rissa con Sinclair per costringere Bellamy ad aprire la porta e intervenire: il piano di Kane prende forma. La rissa si allarga e l'ex Cancelliere colpisce Pike con un bastone, lo carica in macchina e si dirige verso il cancello con il chiaro intento di consegnarlo ai terrestri, ma viene bloccato da Bellamy che viene a sapere del piano di Kane e intende fermarlo, riuscendoci.
Kane viene condannato alla pena capitale e scortato nella sua cella.
- Guest star: Michael Beach (Pike), Alessandro Juliani (Jacopo Sinclair), Jarod Joseph (Nathan Miller), Erica Cerra (A.L.I.E.), Donna Yamamoto (Hannah Green), Chelsey Reist (Harper McIntyre) Jonathan Whitesell (Bryan).
- Altri interpreti: Jared Kurtenbach (Chase).
- Ascolti USA: 1.20 milioni[11]

## Rubare il fuoco
- Titolo originale: Stealing Fire
- Diretto da: Uta Briesewitz
- Scritto da: Heidi Cole McAdams

### Trama
John Murphy e Clarke si trovano a Polis, in attesa che il Conclave si raduni per eleggere il nuovo Comandante. John si mostra cambiato, arrivando a essere gentile con Clarke, la quale sembra essere non solo triste per la morte di Lexa, ma anche preoccupata per l'esito del Conclave. La ragazza spera ardentemente che verrà eletto Aden, il ragazzino dei Natblida a cui Lexa aveva fatto promettere che avrebbe difeso la causa degli Skaikru, permettendo agli uomini del cielo di unirsi sotto il segno della Coalizione. Mentre i ragazzi sono impegnati in questa discussione, arriva Titus che dà loro dei vestiti con l'intento di farli fuggire grazie alla confusione presente in città per via del Conclave, ma Clarke rifiuta perché prima vuole parlare con Aden. Clarke chiede al ragazzo di tenere fede alla promessa fatta e lui risponde che lo farà se sarà scelto come prossimo Comandante; alla domanda su cosa succederebbe se non venisse scelto lui, risponde che tutti i Natblida in quella stanza hanno fatto la stessa promessa all'ex Comandante. Ma arriva Ontari, la ragazza dal sangue nero che la regina della Nazione del ghiaccio aveva tenuto nascosta e che ora vuole uccidere Clarke perché la incolpa della morte della sua sovrana. Ella viene fermata da Titus e poi da Roan, il figlio della defunta regina. La ragazza dal sangue nero promette che se sarà scelta lei come Comandante allora non dovrà più sottostare agli ordini di Roan e ucciderà tutti gli Skaikru.
Ad Arkadia, Lincoln cerca di tenere alto il morale dei prigionieri e per questo riceve gli apprezzamenti di Kane, il quale ormai parla molto fluentemente la lingua dei terrestri. Nel frattempo arriva il Cancelliere, il quale decide che Kane, Lincoln e Sinclair saranno giustiziati il giorno dopo all'alba. Bellamy, visibilmente sconvolto da questo comportamento, decide di andare a parlare assieme a Monty con Harper e Nate. Questi ultimi mostrano scarsa fiducia nei due e Bellamy se ne va seccato, ma prima chiede loro di fissargli un incontro Octavia. Octavia si presenta all'appuntamento col fratello ma quando lo vede, con la scusa di un abbraccio, lo addormenta con un dardo.
A Polis, Clarke e John Murphy vanno a parlare con Titus chiedendo spiegazioni sulla partecipazione di Ontari al Conclave. Il Custode della Fiamma spiega che è tutto regolare in quanto la ragazza ha il sangue nero. Clarke cerca allora di far cadere la scelta su Aden, ma Titus ripone la sua fiducia soltanto nello "Spirito del Comandante", perciò rifiuta la proposta della ragazza. Mentre i due stanno parlando si sente il suono del corno della vittoria, così si dirigono presso la sala del trono e trovano Ontari seduta sul trono che mostra la testa di Aden. Clarke vuole intervenire, ma viene fermata da Roan che le consiglia di tacere, in caso contrario ha paura che la Natblida taglierà la testa anche a lei.
Bellamy si sveglia in una grotta, davanti a sé vede Octavia e Indra. Il ragazzo vorrebbe collaborare con loro per liberare i prigionieri, ma esse non si fidano di lui in quanto è colpa sua se si trovano in cella. Octavia decide di lasciare il fratello incatenato lì e andare sola.
A Polis, Clarke e John Murphy seguono Roan che li porta alle gallerie, ma spiega anche che il suo debito verso Lexa è ormai pagato e che la prossima volta che si incontreranno saranno nemici. Loro non hanno intenzione di andarsene senza la "Fiamma", nome con cui i terrestri chiamano il dispositivo elettronico contenente A.L.I.E. 2. Si intrufolano nella sala dove viene custodita ma vengono scoperti da Titus che, dopo un iniziale tentennamento, decide di passare la Fiamma a Clarke, che così ne diventa la Custode con la speranza di trovare Luna, l'unica altra Natblida rimasta (fuggita durante il conclave che ha eletto Lexa).
Ad Arkadia, i prigionieri riescono a fuggire grazie ad Octavia che li fa nascondere sotto il pavimento e, quando la situazione si fa critica, ci pensa Monty ad aiutarli, divulgando volontariamente delle informazioni false alle guardie. Pike decide di bloccare i fuggitivi con un ricatto: se scapperanno, al posto loro saranno i terrestri prigionieri nell'arca a morire. Lincoln decide di sacrificarsi permettendo a Kane, Sinclair e Octavia di fuggire.
A Polis, Roan scopre che Titus ha permesso a Clarke di fuggire con la Fiamma e vuole ucciderlo per questo, ma viene fermato da John Murphy che gli fa notare che hanno bisogno di lui in quanto è l'unico a poter compiere il rituale. Roan cambia idea, ma Titus si suicida per non permettere a Ontari di diventare Comandante. La ragazza decide di far finta di nulla e obbliga il principe a comunicare al popolo che lei è il nuovo Comandante.
- Guest star: Michael Beach (Pike), Jarod Joseph (Nathan Miller), Chelsey Reist (Harper McInryre), Adina Porter (Indra), Neil Sandilands (Titus), Zach McGowan (Roan), Rhiannon Fish (Ontari),  Jonathan Whitesell (Bryan), Alessandro Juliani (Jacopo Sinclair), Donna Yamamoto (Hannah Green).
- Altri interpreti: Cory Gruter-Andrew (Aden), Shaine Jones (Gillmer), Jared Kurtenbach (Chase), Georgia Hacche (Denae).
- Ascolti USA: 1.23 milioni[12]

## La caduta
- Titolo originale: Fallen
- Diretto da: Matt Barber
- Scritto da: Charmaine DeGrate e Javier Grillo-Marxuach

### Trama
L'episodio inizia con Octavia che, furiosa e distrutta per la morte di Lincoln, sfoga la sua rabbia su Bellamy, prendendolo a pugni. A Polis, fingendosi un Custode della Fiamma, Murphy aiuta Ontari a convincere i Terrestri a sottomettersi a lei; dopo, avranno un rapporto sessuale forzato dalla stessa Ontari. Nel frattempo, ad Arkadia, Pike scopre che Monty è coinvolto in un piano per liberare Kane e Sinclair, e lo costringe quindi alla fuga. Monty si ricongiunge con Kane, Octavia e Bellamy, fatto prigioniero. Gli uomini di Pike li catturano e Bellamy si offre di portarli dove sono gli altri ribelli, ma invece lo conduce verso il blocco dei Terrestri e lo consegna a loro. Raven, soggiogata da A.L.I.E., insiste affinché Abby e Jasper la aiutino a rimuovere il chip dalla sua testa, ma A.L.I.E. riporta in vita il dolore di Raven e i suoi più brutti ricordi. Raven per evitare ciò si sottomette quindi completamente alla donna vestita di rosso, la quale prende possesso del suo corpo e costringe Abby a ingerire il chip. Jasper viene catturato da altri soggiogati mandati da Jaha ma riesce a fuggire dal campo con Raven in stato di incoscienza, nella speranza di poterle togliere il chip. Mentre esce da Arkadia a bordo del rover, incontra Clarke, che stava tornando al campo per parlare con Lincoln, e convince la ragazza ad unirsi a lui. Al campo Abby, ora controllata da A.L.I.E., afferma che è il momento di passare alla seconda fase.
- Guest star: Michael Beach (Pike), Erica Cerra (A.L.I.E.), Jarod Joseph (Nathan Miller), Chelsey Reist (Harper McIntyre), Alessandro Juliani (Jacopo Sinclair), Sachin Sahel (Eric Jackson), Donna Yamamoto (Hannah Green), Rhiannon Fish (Ontari), Jonathan Whitesell (Bryan).
- Altri interpreti: Shaine Jones (Gillmer), Chris Shields (David Miller), Christian Sloan (Uzac).
- Ascolti USA: 1.13 milioni[13]

## Mai più
- Titolo originale: Nevermore
- Diretto da: Ed Fraiman
- Scritto da: Kim Shumway

### Trama
Jasper e Clarke contattano Bellamy e gli altri che sono nella grotta e li raggiungono. Con il rover raggiungono Niylah, la donna che in precedenza aveva aiutato Clarke, e legano Raven in modo che non possa rivelare ad A.L.I.E. dove si trovano. Niylah ha un bracciale dei 100 e lo consegna a Clarke in modo che Sinclair possa togliere il chip da Raven. Per farlo devono tornare alla vecchia navicella e trovare un elettromagnete ma A.L.I.E. lo capisce e manda alla navicella tutti quelli di Arkadia comandati da lei. Monty ha quindi uno scontro con sua madre controllata da A.L.I.E. e per salvare Octavia la uccide. Tornati da Niylah, i ragazzi creano l'impulso elettromagnetico e Raven si sveglia libera da A.L.I.E.
- Guest star: Erica Cerra (A.L.I.E.), Jarod Joseph (Nathan Miller), Alessandro Juliani (Jacopo Sinclair), Chelsey Reist (Harper McIntyre), Donna Yamamoto (Hannah Green), Jonathan Whitesell (Bryan), Jessica Harmon (Niylah).
- Ascolti USA: 1.08 milioni[14]

## Demoni
- Titolo originale: Demons
- Diretto da: P. J. Pesce
- Scritto da: Justine Juel Gillmer

### Trama
Bellamy, Clarke e gli altri tornano ad Arkadia ma la trovano disabitata. Devono trovare il diario di Lincoln per riuscire a trovare Luna, l'unica che può  ambire a posto di comandante al posto di Ontari.
Attaccati con il gas scoprono che Emerson è il responsabile: costui ha catturato tutti e ha intenzione di ucciderli soffocandoli nella camera stagna. Sinclair muore e Emerson cattura anche Raven. 
Clarke però prende in mano la IA di Lexa e la pone sul collo di Emerson. Non avendo il sangue nero, molto raro e che si trova solo tra i terrestri, Emerson non può sopportare il chip e muore. Così Clarke salva tutti.
Uscita dalla camera stagna, Octavia saluta per l’ultima volta il corpo esanime di Lincoln. In seguito Bellamy, Clarke, Jasper e Octavia partono alla ricerca di Luna, mentre Monty e Raven cercheranno un modo per fermare A.L.I.E.
Intanto Jaha arriva a Polis, dove incontra Ontari a cui offre di entrare nella Città della Luce. Ontari accetta: adesso c'è A.L.I.E. a capo di Polis.
- Guest star: Erica Cerra (A.L.I.E.), Jarod Joseph (Nathan Miller), Alessandro Juliani (Jacopo Sinclair), Chelsey Reist (Harper McIntyre), Luisa d'Oliveira (Emori), Toby Levins (Carl Emerson), Jonathan Whitesell (Bryan), Rhiannon Fish (Ontari).
- Altri interpreti: Eric Mazimpaka (Sentry).
- Ascolti USA: 1.15 milioni[15]

## Unisciti o muori
- Titolo originale: Join or Die
- Diretto da: Dean White
- Scritto da: Julie Benson e Shawna Benson

### Trama
Tramite un flashback si osservano Jaha, Kane e Abby che chiedono a Pike di tenere un corso di scienze della terra ai 100 che andranno sulla terra. Dopo diverse lezioni e un esame finale particolare, ci vengono mostrati gli attimi prima della partenza dei ragazzi e di Bellamy, che si intrufola per stare vicino a Octavia.
Nel presente Kane arriva a Polis, scortando Pike ma trova la città ormai sotto il controllo di A.L.I.E. ed è costretto ad accettare il chip per far sì che Abby non muoia. Pike viene rinchiuso in cella dove trova Murphy e Indra che vorrebbe vendicarsi. Accetta però di aspettare ad uccidere Pike per riuscire prima ad evadere.
Intanto Clarke, Bellamy, Octavia e Jasper seguono la mappa di Lincoln per trovare Luna. Un gruppo di terrestri li vede e porge loro una fiala da bere. Cadono svenuti e al risveglio trovano Luna.  Clarke le offre il sacro simbolo e le dice che sarà il prossimo comandante come voleva Lexa, ma Luna non accetta. Si accorgono anche che non si trovano sulla terra ma su una piattaforma in mezzo al mare.
- Guest star: Michael Beach (Pike), Erica Cerra (A.L.I.E.), Adina Porter (Indra), Nadia Hilker (Luna), Jarod Joseph (Nathan Miller), Chelsey Reist (Harper McIntyre), Sachin Sahel (Eric Jackson), Victor Zinck Jr (Dax), Katie Stuart (Zoe Monroe), Rhiannon Fish (Ontari).
- Altri interpreti: Genevieve Buechner (Fox), Shane Symons (Jones), Celia Reid (Roma), Aaron Miko (John Mbege).
- Ascolti USA: 1.27 milioni[16]

## Cielo rosso al mattino
- Titolo originale: Red Sky at Morning
- Diretto da: P. J. Pesce
- Scritto da: Lauren Muir e Kira Snyder

### Trama
Indra riesce a togliersi le catene e uccide due carcerieri, facendo fuggire i prigionieri, mentre lei, Pike e Murphy si recano verso il tempio per trovare lo zaino di Jaha (il nucleo centrale di A.L.I.E) e distruggerlo.
Intanto sulla piattaforma Luna si rifiuta di diventare il nuovo comandante, ma proprio mentre Clarke e gli altri stanno per andarsene alcuni uomini di Luna le si rivoltano contro, comandati da A.L.I.E: vogliono che Luna prenda il chip. 
Ad Arkadia Raven riesce ad entrare nella cittadella di A.L.I.E. e cerca un modo per bloccarla ma A.L.I.E. riesce comunque ad uscire dal mainframe prima che Raven spinga il pulsante d'arresto: ora la sua unica fonte di energia sarà lo zaino. Al tempio, Pike distrugge lo zaino ma è troppo tardi: A.L.I.E. è riuscita a far migrare se stessa nel server di una navicella ancora in orbita. 
Clarke e gli altri riescono ad avere la meglio sugli uomini di Luna ma quest'ultima, con un inganno, li riporta a terra senza prendere la fiamma.
- Guest star: Michael Beach (Pike), Erica Cerra (A.L.I.E), Adina Porter (Indra), Chelsey Reist (Harper McIntyre), Nadia Hilker (Luna), Luisa d'Oliveira (Emori), Donna Yamamoto (Hannah Green), Nesta Cooper (Shay), George Tchortov (Derrick).
- Ascolti USA: 1.13 milioni[17]

## Esemplificazione Perversa, Parte 1
- Titolo originale: Perverse Instantiation – Part One
- Diretto da: Ed Fraiman
- Scritto da: Aaron Ginsburg e Wade McIntyre

### Trama
Nei boschi Clarke incontra Roan che vuole rubarle la fiamma per far ascendere Ontari e farla diventare Comandante. Interviene Bellamy a fermare Roan ma Clarke decide di collaborare in quanto anche loro, come lui, hanno quello come obiettivo. Il piano consiste nello scollegare Ontari dalla Città della Luce e di impiantarle poi la seconda IA (la fiamma) in maniera tale da scoprire il codice di A.L.I.E., a cui Raven potrà accedere tramite un processore da Arkadia, per poterla poi spegnere definitivamente. Monty tuttavia scopre che Jasper ha preso il chip sulla piattaforma e che quindi A.L.I.E. sa del piano di Clarke. Infatti il piano di Polis non va a buon fine, Roan viene ferito e gli altri vengono catturati. Jaha porta Clarke da Ontari perché è l'unica che sa la frase segreta che attiva la fiamma e Abby si incarica di torturare Clarke per rivelargliela. Intanto Pike, Murphy e Indra salvano Bellamy e gli altri e, insieme, si dirigono alla torre per distruggere A.L.I.E. Bellamy e Murphy salgono con l'ascensore mentre Octavia e gli altri rimangono di guardia. Jaha, controllato da A.L.I.E., però interviene e colpisce a morte Ontari facendo fallire il piano di Clarke.
- guest star: Michael Beach (Pike), Erica Cerra (A.L.I.E.), Jarod Joseph (Nathan Miller), Chelsey Reist (Harper McIntyre), Adina Porter (Indra), Zach McGowan (Roan), Jonathan Whitesell (Bryan), Rhiannon Fish (Ontari).
- Altri interpreti: Jared Kurtenbach (Chase).
- Ascolti USA: 1.17 milioni[18]

## Esemplificazione Perversa, Parte 2
- Titolo originale: Perverse Instantiation – Part Two
- Diretto da: Dean White
- Scritto da: Jason Rothenberg

### Trama
Clarke attiva un impulso elettromagnetico e libera sua madre dalla IA. Il piano ora è quello di tenere in vita il più possibile Ontari, trasferire il suo sangue in Clarke e impiantare la fiamma in lei. Abby effettua la trasfusione e impianta la IA in Clarke, la quale capisce che deve prendere anche il chip per entrare nella città della luce e trovare il tasto di arresto. Intanto Raven e Monty salvano Harper e legano Jasper, mentre Bellamy, Pike, Octavia, Indra e gli altri difendono la torre dopo aver fatto saltare le scale e l'ascensore. Tutti quelli comandati da A.L.I.E. scalano la torre e raggiungono le stanze dove Bellamy e il suo gruppo li contrastano per guadagnare tempo  prezioso.  Arrivata alla città della luce Clarke si accorge che nessuno la vede, ma quando Ontari ha un collasso cardiaco piano piano il codice di Clarke è visibile e tutti cominciano ad inseguirla. La protegge però lo spirito di Lexa che, essendo stato in contatto con la seconda IA, ora è nella città della luce ma non è controllata da A.L.I.E. Con il suo aiuto e quello di Raven, attraverso il computer, Clarke trova l'accesso al server dove si è rifugiata A.L.I.E. con la sua creatrice Becca. Lì A.L.I.E. le dice che tirare la leva per l'arresto sarà inutile, in quanto sulla terra in ogni caso le centrali nucleari sul globo terrestre hanno cominciato il meltdown, dato cher 100 anni era il limite per il loro funzionamento continuato, e ciò causerà la fine della razza umana entro sei mesi. Becca invece le dice che c'è speranza anche al di fuori della Città della Luce e così Clarke tira la leva distruggendo A.L.I.E e permettendo a tutti di sconnettersi da essa. Octavia, che non ha mai perdonato a Pike la morte di Lincoln, gli rivolge uno sguardo furioso, nonostante questi le abbia appena salvato la vita. Pike, facendo cenno d'approvazione, lascia intendere che merita quel che Octavia gli sta per fare, e lei lo trapassa con la spada. Clarke riabbraccia sua madre, ma non è felice perché non ha ancora salvato la terra...
- Guest star: Michael Beach (Pike), Alycia Debnam-Carey (Lexa), Erica Cerra (Becca), Jarod Joseph (Nathan Miller), Chelsey Reist (Harper McIntyre), Sachin Sahel (Eric Jacksin), Luisa d'Oliveira (Emori), Jonathan Whitesell (Bryan), Rhiannon Fish (Ontari).
- Ascolti USA: 1.29 milioni[19]